# Quint Pompeu Rufus (pretor 63 aC)
Quint Pompeu Rufus (llatí: Quintus Pompeius Rufus) va ser un magistrat romà del segle i aC membre de la gens Pompeia, però de relació desconeguda amb altres membres de la gens.
Era pretor l'any 63 aC i va ser enviat a Càpua, on va restar fins al 62 aC per controlar els esclaus a la Campània i la Pulla i evitar que s'aixequessin en revolta en suport de Catilina. El 61 aC va obtenir Àfrica com a propretor, però amb títol de procònsol, província que segons Ciceró va governar amb gran integritat.
No va aconseguir ser escollit cònsol encara que es pensa que es va presentar a alguna elecció en anys posteriors. Se sap que encara era viu l'any 56 aC.